# リチャード・クック (ジャズ・ライター)
リチャード・クック（Richard David Cook、R. D. Cook、1957年2月7日 - 2007年8月25日）は、イギリスの音楽ライター、雑誌WIRE編集長。

## 来歴
サリー州キュー生まれ、ロンドンに住む。版を重ねて出版されている『The Penguin Guide to Jazz on CD』をブライアン・モートンと共著。『Richard Cook's Jazz Companion』『It's About That Time: Miles Davis On and Off the Record』は2005年に出版された。
1970年代終わり頃から 音楽ライターとして活動した。NMEの主要な寄稿者で、The Sunday Timesにジャズの批評を書き、近々ではNew Statesman誌にも記事を書いた。WIREが, フリー・ジャズ中心の雑誌だった頃の編集者だった。また　1998年の創刊の時から、ジャズ・レビュー誌を編集した。ジャズ・レビュー誌は、クックが持っていたインスピレーションや方向性を持ったまま続いている。またクックは、BBCや地元のローカルラジオ局GLRにジャズの番組を持った。
リチャード・クックは以前、ポリグラムのUKジャズ・カタログのマネージャーをしていた。また、トランペット奏者Guy Barkerのレコードのプロデュースをした。ポリグラムで仕事をしている間に、古いブリティッシュ・ジャズアルバムの復刻シリーズ Redial を創始（シリーズとしては短命に終わっている）。2002年、アメリカのアバンギャルド・ピアニストセシル・テイラーの1990年の録音を10枚組CDのリミテッド・エディッション『2Ts for a Lovely T』としてCodanzaレーベルで発売したときの責任者だった。
2007年8月25日、ロンドンで、ガンで亡くなった。50歳であった。

## 著書
- 『ブルーノート・レコード ― 史上最強のジャズ・レーベルの物語』 著：リチャード・クック 訳：前野律 監修：行方均 朝日文庫 2002年 ISBN 4-02-261394-7
- 『The Penguin Guide to Jazz Recordings: Ninth Edition（ペーパーバック）』 Richard Cook, Brian Morton, Penguin (Non-Classics), 2008, ISBN 978-0141034010
- 『The Penguin Jazz Companion: an A-Z of Players（ペーパーバック）』 Richard Cook, Penguin Books Ltd, 2008, ISBN 978-0140515107
- 『It's About That Time: Miles Davis On and Off Record（ハードカバー）』 Richard Cook, Oxford Univ Pr (T), 2007, ISBN 978-0195322668